# Zorobabele
Zorobabele, o Zerubbabel (Babilonia, ... – ...; fl. VI secolo a.C.), è stato un politico ebreo antico, personaggio della Bibbia e un governatore di Yehud una provincia dell'Impero achemenide. Era figlio di Salatiel, a sua volta figlio di Ioiachin. 

## Biografia
Dopo la presa di Babilonia da parte dei Persiani, nel 538 a.C. l'imperatore Ciro II emise un editto che consentì ai Giudei di lasciare l'esilio babilonese per tornare nel loro paese di origine e ricostruirvi il tempio. L'esodo verso Gerusalemme viene cantato nei rotoli scritti dal Secondo Isaia. Fu guidato da Zorobabele, che diventò il nuovo governatore della Giudea. Il suo nome è citato:
- nel Libro di Aggeo (1, 1.12.14; 2, 2.4.21.23[3]),
- nel Libro di Zaccaria (4, 6.7.9-10[4]),

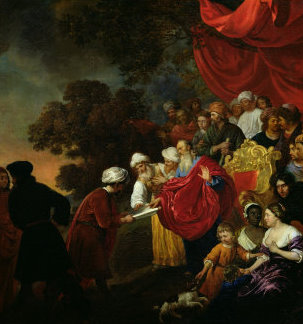
Zorobabele mostra un progetto di Gerusalemme a Ciro, Jacob van Loo, circa 1640-1670.

- nel Libro di Esdra (2, 2; 3, 2.8; 4, 2-3; 5, 2[5]),
- nel Libro di Neemia (7, 7; 12, 1.47[6]),
- nel Siracide (49,11-12[7]).

Nel 535 le fondazioni del Secondo Tempio erano già concluse, ma solo all'inizio del settembre del 520 Zorobabele ne riprese l'edificazione influenzato dai profeti Aggeo e Zaccaria, i quali annunciavano che con la conclusione dei lavori si sarebbero realizzate le speranze del popolo ebraico: l'avvento di YHWH e del suo regno, l'era escatologica e messianica, che avrebbe potuto coinvolgere lo stesso Zorobabele in quanto discendente della casa di Davide.

## Sheshbazzar
Le importanti azioni svolte da Zorobabele si sovrappongono ad azioni analoghe che sempre nella Bibbia sono attribuite a Sesbassar, anch'egli detto "principe di Giuda" e "governatore della Giudea" e perciò alcuni studiosi hanno ritenuto che si tratti della stessa persona, caratterizzata sia con un nome babilonese che con uno aramaico. Questa ipotesi sembra inconciliabile col fatto che essi sembrano due persone diverse "citate l'una accanto all'altra in tempi diversi (Esdra 5, 2.14). Il nome Sesbassar, inoltre, ricorda quello di Seneazzar, uno zio di Zorobabele, ma non si vede motivo per ipotizzare una assimilazione linguistica e perciò non si riesce a collocare Sesbassar entro la genealogia della famiglia reale di Giuda. Una soluzione potrebbe essere di ritenere Sesbassar un inviato speciale di Ciro, operante solo per un tempo limitato. Alcuni studiosi, come Galling e Donner, ipotizzano un primo rientro in Palestina nel 538 a.C. sotto la guida di Sheshbazzar e un secondo sotto Zorobabele e Giosuè nel 520.